# 艾曼纽·穆尼埃
艾曼纽·穆尼埃（法語：Emmanuel Mounier，1905年4月1日—1950年3月22日）生于格勒诺布尔，卒于巴黎。法国哲学家、新闻工作者，人格主义的重要代表，1932年创立法国著名左翼天主教思想刊物《精神》（Esprit），并担任主编直至逝世，但他的影响力一直持续到今天。尽管学界对他提出的人格主义有很多争议，比如不够系统、不像哲学，但人们都很尊崇他身为天主教徒却一直积极介入现实生活的精神。

## 传记和简评
穆尼埃的父亲是一名药师，母亲负责“主内”。于1924年－1927年在格勒诺布尔大学攻读哲学，曾选修哲学家雅克·切瓦利耶的课程，在后者的眼里，穆尼埃有一种“冲劲”和钻研的精神。穆尼埃于22岁那年，具体是1927年6月23日，凭“笛卡尔思想里的人类中心主义和神学中心主义的争论”为题的作品获得高等学习文凭，这是他的第一部著作。
接着，为了获得哲学教师资格，穆尼埃于1927年至1928年前往巴黎索邦大学学习，当时正是莱昂·不伦瑞克唯心论盛行的时候，穆尼埃却不为之所动，相反的是，他去拜访了著名法国哲学家亨利·柏格森，并在雅克·切瓦利耶的推荐下于1927年11月见到了神父纪尧姆·普热，随着邂逅了雅克·马里顿，正是后面这位天主教托马斯主义者孜孜以求的公民民主入世道路的努力影响了穆尼埃短暂而令人尊敬的一生。穆尼埃的努力求学，让他在1928年资格考试中荣获第二名的好成绩，仅次于雷蒙·阿隆。
他一手创办的《精神》杂志在二战期间仍然顽强地在南法不中断出版。二战期间，穆尼埃曾被俘虏，但他很快就越狱，并加入地下抵抗运动。
穆尼埃是支持改革、支持教会现代化的天主教徒。柏格森和马里旦，尤其是法国诗人贝玑，都对他的人格主义的形成起了重要作用。
他试图把基督教与三十年代兴起的社会主义调和起来，并用人格主义来揭露资本主义的消极面。一方面，他同时强调个体对于物质的需要，以及集体相对于个体的优先性，强调尊重人格和提倡人格，认为只有从个体的人入手，采用人格化了的教育才能解决欧洲的社会危机；他还认为，人的人格需要借助于一种理想化的终极人格──全知全能的上帝，人格的完成和实现要在内心虔诚地与上帝交往。但另一方面，他发现，个体主义是资产阶级占统治地位的社会的突出特征，但人与人之间的交往和相处却是所有社会的最初经验，人与人之间的依赖性是个体存在的先天条件。他还指出，人在创造性行为中才能显示出来他的人格特征，才能超越自身，这种超越不仅只是存在主义哲学家让-保罗.萨特所说的自我选择，更是人的一种自我升华和实现。穆尼埃以上帝为终极保证，又注意发扬人的社会交往本能，还提倡积极介入现实政治的人格主义思想，吸引了法国20世纪30年代的很多有志青年，特别是既信奉天主教又不愿意“出世”修行（不问世事）的知识青年具有相当的影响。

## 主要著作
- 1931年《查理·贝玑的思想》
- 1946年《存在主义概论》
- 1948年《论性格》
- 1950年《人格主义》